# 王會
王會（1518年—1595年），字子嘉，號九霞，南京松江府華亭縣人，明朝政治人物。

## 生平
嘉靖十六年（1537年）丁酉科應天府鄉試第一百十九名舉人。嘉靖二十三年（1544年）中式甲辰科会试第三十八名，二甲七十三名進士。授工部屯田司主事，陞虞衡司郎中，出任桂林府知府，以忤仇鸞，陷逮詔獄，謫紹興府通判，迁建宁同知，擢知汉阳府。官至廣東瓊州兵备副使。

## 家族
曾祖王綸；祖父王瓚，義官；父王良玉，母杜氏。具庆下。兄王章、王命。弟王俞、王念、王佥。